# A Deal in Indians (film 1915)
A Deal in Indians è un cortometraggio muto del 1915 diretto da Milton J. Fahrney.
Nel 1910, il regista aveva girato per la Nestor Film Company un cortometraggio western dallo stesso titolo.

## Produzione
Il film fu prodotto dalla Cub Comedies.

## Distribuzione
Distribuito negli Stati Uniti dalla Mutual, il film - un cortometraggio in una bobina - uscì nelle sale cinematografiche il 26 novembre 1915.